# Гарві Мілк
Гарві Бернард Мілк (англ. Harvey Bernard Milk; нар. 22 травня 1930 — пом. 27 листопада 1978) — американський політик і перший відкритий гей, обраний на державну посаду в штаті Каліфорнія як член міської наглядової ради Сан-Франциско. Свою активну громадсько-політичну діяльність Мілк почав в сорокарічному віці, коли його погляди і спосіб життя зазнали значних змін під впливом політичних подій в країні та його участі в контркультурному русі 1960-х років. Про нього відзнятий однойменний біографічний фільм.
Пост члена наглядової ради Сан-Франциско Мілку судилося займати всього 11 місяців. Завдяки його наполегливості був прийнятий закон міста, що захищає права представників сексуальних меншин, а також була зірвана спроба затвердити дискримінаційну поправку до закону штату Каліфорнія. 27 листопада 1978 року Гарві Мілк і мер Сан-Франциско Джордж Москоне були вбиті членом міської ради Деном Уайтом. У подіях, що сталися після вбивства, виразно проявився конфлікт між ліберальними тенденціями в суспільстві, завдяки яким Мілк домігся перемоги на виборах, і консервативними опорами цим змінам. Незважаючи на свою коротку кар'єру в політиці, Мілк став однією з найвідоміших особистостей Сан-Франциско.

## Дитинство та юність

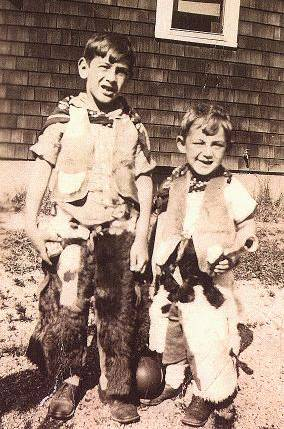
Гарві (справа) і його старший брат Роберт, 1934

Гарві Мілк народився в Вудмер на Лонг-Айленд, штат Нью-Йорк, 22 травня 1930 року в сім'ї литовських євреїв Вільяма і Мінерви Карнс Мілк. Гарві був молодшим сином у родині, його старшого брата звали Роберт. Дід Гарві, Морріс Мілк, володів універмагом, завдяки його допомозі була організована перша в тих краях синагога.
У дитинстві Мілка дражнили за його відстовбурчені вуха, великий ніс і нескладну довготелесу фігуру, серед однокласників Гарві користувався репутацією місцевого коміка. У шкільні роки він любив грати в футбол і почав захоплюватися оперою. Під його фотографією в шкільному випускному альбомі було написано:
|  | Гарві Мілк. «Глімпі». А кажуть, що ЖІНОК ніщо не в силах позбавити дару мови! Оригінальний текст (англ.) Harvey Milk. «Glimpy». And they say WOMEN are never at a loss for words! |

В 1947 році у Мілк закінчив середню школу в Бей-Шорі і вступив до педагогічного коледжу штату Нью-Йорк в Олбані (тепер Державний університет Нью-Йорка в Олбані). Там він навчався з 1947 по 1951 роки, спеціалізувався в області математики. Мілк писав замітки для газети коледжу і заробив репутацію товариського, доброзичливого студента. Усвідомивши свою гомосексуальність в підлітковому віці, Гарві тримав це в суворій таємниці. Ніхто з його друзів ні в школі, ні потім у коледжі не підозрював, що він був геєм. Як згадував один з однокласників Мілка: «Про нього ніяк не можна було подумати, що він гомік (так ми їх тоді називали), він був справжнім мужиком».

## Початок кар'єри
Після закінчення коледжу в 1951 році Мілк поступив на службу в Військово-морський флот США, брав участь в Корейській війні. Він служив військовим водолазом на борту рятувального судна підводних човнів USS Kittiwake (ASR-13). Пізніше Мілк був переведений на Військово-морську базу в Сан-Дієго, де служив інструктором з підводного плавання. В 1955 році у Мілк був звільнений зі служби у званні молодшого лейтенанта. Зайнявшись політичною діяльністю, Мілк багато разів заявляв, що був звільнений зі служби на флоті за те, що був геєм, але біограф Мілка Ренді Шілтс висловлював сумніви в достовірності цих тверджень. Шілтс писав: «Гарві Мілк під час того періоду свого життя ніяким політичним активістом не був, і, за наявними відомостями, витримував більш урівноважений баланс між своєю соціальною і сексуальною поведінкою». Професор Карен Фосс також стверджувала, що між відставкою Мілка і його сексуальністю не було ніякого зв'язку: «Деякі перебільшення часто використовуються в тактиці виборчих кампаній. У разі Мілка такі прикрашання відбувалися, щоб продемонструвати його готовність бути частиною політичної системи, і при цьому показати, як система відторгає його». Однак запит на доступ до документів від ВМС США показав, що він справді отримав «не почесне» звільнення і був змушений піти у відставку через гомосексуальність.

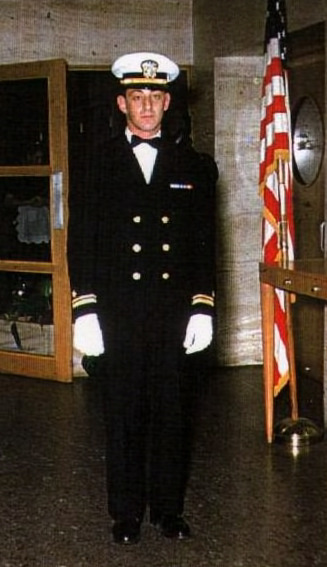
Мілк в парадній формі на весіллі свого брата, 1954

Життєвий шлях Мілка у ранні роки був відзначений значними поворотами. За роки досвіду в розмовах друзі дивувалися тим метаморфозам, які змінили звичайного єврейського хлопчика з середнього класу. Мілк почав викладати в середній школі в Хьюлетт на Лонг-Айленд. В 1956 році він зустрів Джо Кемпбелла на набережній парку Джейкоб-Ріїс (Jacob Riis Park) — популярному місці перебування геїв у Квінсі. Мілк пристрасно полюбив Кемпбелла, який був на сім років молодший від нього. Навіть після того, як вони почали жити разом, Мілк писав Кемпбеллу романтичні записки і вірші. Досить швидко втомившись від рутинного життя, вони вирішили переїхати в Даллас, штат Техас, але обстановка в Далласі їм не сподобалась, і в лютому 1958 році Мілк і Кемпбелл повернулися в Нью-Йорк, де Мілк отримав роботу в страховій компанії Great American Insurance Company. «Шлюб» Кемпбелла і Мілка розпався в липні 1961 році після п'яти років спільного життя, це були найбільш тривалі стосунки Мілка.
В ці роки Мілк ретельно приховував від рідних і товаришів по службі подробиці свого особистого життя. Знову впавши в самотність і смуток, він навіть подумував про те, щоб переїхати з Нью-Йорка в Маямі і одружитися зі своєю знайомою лесбійкою. «Ми створили би видимість для оточуючих, і при цьому один не стояв би у іншого на шляху», — ділився Гарві своїми роздумами в листі своєму знайомому Джорджу Прагну у вересні 1961 році. Проте, він залишався в Нью-Йорку і періодично потайки заводив швидкоплинні романи. В 1962 році Мілк почав зустрічатися з гей-активістом Грегом Родуеллом, який був молодший від нього на десять років. Хоча Мілк гарно залицявся до Родуелла, будячи його щоранку телефонними дзвінками і посилаючи йому любовні вірші, але Мілка турбувала участь його коханця в Нью-Йоркській гей-організації  «Mattachine Society» . Одного разу Родуелл був заарештований за звинуваченням у підбурюванні до безладів і непристойному оголенні (він з'явився на пляжі в «непристойних» плавках, тоді як закон вимагав, щоб чоловічі купальники були вище пупка і нижче стегна). За це він провів три дні у в'язниці. Мілк був всерйоз стурбований тим, що дії Родуелла постійно привертають увагу поліції, і їхні стосунки незабаром завершилися.
Мілк кинув роботу страхового агента і влаштувався аналітиком в інвестиційну компанію на Уолл-стріт. Він швидко просувався по службових сходах, незважаючи на його манеру грубити вищим співробітникам фірми, ігнорувати їхні поради, хизуючись потім своїми успіхами. Хоча Мілк був професіоналом у своїй галузі, його товаришам по службі було помітно, що душа Гарві до його роботи не лежить. Він завів стосунки з новим коханим, Джеком Галеном Маккінлі, і вмовляв його приєднатися до виборчої кампанії республіканця Баррі Голдуотера, якому Мілк в той час надавав підтримку на президентських виборах 1964 року, незважаючи на консервативні погляди цього політика. Їхні стосунки були неспокійними: Маккінлі був схильний до депресії і часто погрожував самогубством, якщо Мілк не приділив йому достатньої уваги. Щоб покласти цьому край, Мілк влаштував Маккінлі в лікарню, де в той час його екс-коханий Джо Кемпбелл одужував після спроби самогубства (Кемпбелл намагався покінчити c собою після того, як його кинув коханець Біллі Сіппла). Мілк залишився дружнім з Кемпбеллом, який увійшов потім до авангардистської художньої богеми у Гринвіч-Вілледж. Він щиро не розумів, чому в нападі відчаю самогубство здалося для Кемпбелла єдиним виходом.

### Занепад і відродження вулиці Кастро
Район Долина Еврика (англ. Eureka Valley) в Сан-Франциско на перетині вулиць Маркет і Кастро протягом багатьох десятиліть населяли релігійні ірландські католики, представники робочого класу. Однак, починаючи з 1960-х років, багато молодих сімей почали залишати цей район і переїжджати в передмістя Області затоки Сан-Франциско. Мер Джозеф Аліото привертав до міста багатих інвесторів, місцеві власники підприємств почали переводити виробництво до дешевших сусідніх районів, представники робочого класу втрачали роботу в міру того, як великі корпорації ліквідовували робочі місця на фабриках і в портових доках.
Сан-Франциско був «містом сіл»: децентралізоване місто з етнічними анклавами, кожен з яких розташовувався навколо власної головної вулиці. Поки розвивалася центральна частина міста, околиці занепадали, включаючи і вулицю Кастро. Більшість релігійних магазинів ірландської католицької громади закривалися, жителі залишали будинки, вікна закривалися віконницями. В 1963 році ціни на нерухомість в районі різко впали, коли по сусідству відкрився гей-бар, і багато робітників сім'ї спробували швидко продати свої будинки. На тлі цих процесів змінювався соціальний склад населення району, в дешеві вікторіанські будинки почали вселятися приїжджі геї та хіпі, які захоплювалися ідеалами вільного кохання сусіднього району Хейт-Ашбері, але побоювалися тамтешнього високого рівня злочинності.
Після закінчення Другої світової війни портове місто Сан-Франциско стало притулком для значного числа геїв, демобілізованих зі збройних сил, які вирішили оселитися тут і не повертатися в свої рідні міста, де вони могли бути піддані гонінням. Так що вже до 1969 року в Сан-Франциско було більше геїв, ніж в будь-якому іншому американському місті. Коли Інститут імені Кінсі отримав завдання провести дослідження гомосексуалів, вчені вибрали центром своєї роботи саме Сан-Франциско.
Гарві Мілк і Джек Маккінлі були одними з тисяч геїв, які мігрували в Сан-Франциско. Маккінлі працював помічником режисера Тома О'Хоргана, який почав свою кар'єру в експериментальному театрі, але незабаром перемкнувся на масштабні постановки на Бродвеї. Вони приїхали в Сан-Франциско з гастрольної трупи мюзиклу «Волосся (мюзикл) Волосся» («Hair»). Пізніше Маккінлі запропонували роботу в постановці нью-йоркської версії мюзиклу «Ісус Христос — суперзірка», він повернувся в Нью-Йорк, і їх бурхливі стосунки з Мілком закінчилися. Сан-Франциско настільки втягнув у себе Мілка, що він вирішив залишитися і влаштувався працювати в інвестиційну компанію. Мілк все більше обтяжувався з політичним кліматом, що формувався в країні, в знак протесту він почав відрощувати бороду і довге волосся. В 1970 році після вторгнення американських військ в Камбоджу, Мілк демонстративно на очах у натовпу спалив свою карту Bank of America. Наступного дня він був звільнений з роботи.
В подальшому Мілк подорожував між Каліфорнією, Техасом і Нью-Йорком без будь-яких планів і постійної роботи. У Нью-Йорку він став співпрацювати з театральною студією бродвейського продюсера і режисера Тома О'Хоргана, в тому числі виступив як співпродюсер деяких постановок цієї студії. Час, проведений Мілком у товаристві «дітей квітів», стер з нього залишки консерватизму. Ось як описував Мілка Том О'Хорган в статті «The New York Times»: «Це була людина з сумним поглядом, старіючий хіпі з довгими-довгими волоссям, в прикрашених бісером потертих джинсах». Колишній нью-йоркський коханець Мілка Грег Родуелл, прочитавши це опис, не міг повірити, що мова йде про ту саму людину, яка колись була йому близька. Один з друзів Мілка з Уолл-стріт згадував, що незважаючи на, здавалося б, повну відсутність у Мілка в той період будь-яких перспектив і планів на майбутнє, в той же час «він був щасливіший, ніж будь-коли в своєму житті».
У цей час Мілк зустрів своє нове кохання, Скотта Сміта, який був на 18 років молодший від нього, і у них зав'язався роман. Гарві і Скотт, які не відрізнялися від інших довговолосих бородатих хіпі, повернулися в Сан-Франциско і стали жити на ті гроші, що у них ще залишалися. В 1972 році на останню тисячу доларів Мілк відкрив фотомагазин на вулиці Кастро.

### Політичні зміни
Наприкінці 1960-х років гей-рух «Суспільство за права особистості» та «Дочки Білітіс» почали кампанію, спрямовану проти поліцейських провокацій і облав на гей-бари в Сан-Франциско. Оральний секс все ще був кримінальним злочином, і в 1970 році в місті були за це заарештовано близько 90 осіб. Стикаючись із загрозою виселення з орендованих квартир за гомосексуальний зв'язок і небезпекою арешту в гей-барах, деякі чоловіки відправлялися ночами займатися сексом в парках. Мер Аліото дав розпорядження поліції стежити за парками, розраховуючи також на підтримку митрополії і католицької громадськості. У 1971 році в Сан-Франциско за секс в громадських місцях були заарештовано 2 800 геїв. Для порівняння, в Нью-Йорку в тому ж році за подібні порушення були заарештовані лише 63 людини. Будь-який затриманий за порушення моральних норм реєструвався, як сексуальний злочинець.
Конгресмен Філіп Бартон, член законодавчої асамблеї штату Каліфорнії Віллі Браун та інші каліфорнійські політичні діячі усвідомлювали зростаючий вплив і організованість гомосексуалів в місті і для завоювання їхніх голосів починали йти на контакти з гей- і лесбійських організаціями. Браун в 1969 році намагався провести закон про легалізацію одностатевих сексуальні відносини між повнолітніми при їх обопільної згоди, але зазнав невдачі. З «Товариством за права особистості» також співпрацювала популярна помірна спостерігачка міської ради Даян Файнштайн, яка прагнула стати мером, змагаючись з Аліото. Екс-поліцейський Річард Хонгісто також активно взаємодіяв з гей-спільнотою, яка у відповідь підтримала його на виборах в шерифи. І хоча Файнштайн зазнала невдачі на виборах в мери, обрання Хонгісто шерифом в 1971 році продемонструвало рівень політичного впливу гей-спільноти в місті.
У 1971 році активісти «Товариства за права особистості» Джим Фостер, Рик Стоукс і видавець газети «The Advocate» Девід Гудстейн заснували демократичний клуб «Alice B. Toklas Memorial Democratic Club», відомий як просто «Alice». Клуб сприяв ліберальним політичним діячам, переконуючи їх підтримати необхідні законопроєкти. Ця політика мала успіх, коли в 1972 році активістки руху «Дочки Білітіс» Дел Мартін і Філліс Лайон переконали члена міської ради Даян Файнстайн підтримати постанову, що забороняє дискримінацію гомосексуалів при прийомі на роботу. Крім підтримки співчуваючих політиків, «Alice» намагався просунути і свого активіста Стоукса на незначну посаду члена опікунської ради місцевого коледжу, правда, безуспішно. На відміну від Стоукса, Джим Фостер прогримів на всю країну, ставши першим відкритим геєм, який виступив з публічною промовою на з'їзді федеральної політичної партії. Вимовлена Фостером промова на з'їзді Демократичної партії США в 1972 році давала впевненість, що голос гей-спільноти буде почутий політичними силами Сан-Франциско, особливо тими, хто мав намір отримати підтримку виборців-геїв.
Мілк в той період ще не брав участь в цих політичних процесах, але його невдоволення тим, що відбувається, наростало з кожним роком. В один із днів в 1973 році державний чиновник увійшов в магазин Мілка «Castro Camera» і повідомив йому, що Мілк повинен заплатити 100 доларів в якості державного податку з продажів. Мілк обурився і прогнав чиновника з криками про те, що той робить незаконний тиск на приватний бізнес. Після того, як Мілк протягом декількох тижнів писав скарги в різні інстанції, податок був зменшений до 30 доларів. Іншим разом, коли Мілк з обуренням міркував про те, куди зникають гроші платників податків, в магазин зайшов учитель місцевої школи, щоб позичити проєктор, нарікаючи на те, що обладнання в школі не працює. Друзі також згадують, що їм коштувало зусиль втримати Мілка, коли він в обуренні намагався штовхнути ногою телевізор: на екрані Генеральний прокурор Джон Мітчелл послідовно відповідав — «Я не пам'ятаю»  — на питання під час слухань по Уотергейтській справі. Мілк більше не міг залишатися пасивним спостерігачем і вирішив, що настав час боротися за місце в політичному керівництві. Пізніше він говорив:
|  | Я, нарешті, досяг рубежу, за яким, упевнений, я повинен був або почати діяти, або замовкнути. Оригінальний текст (англ.) I finally reached the point where I knew I had to become involved or shut up. |

## Перші кампанії

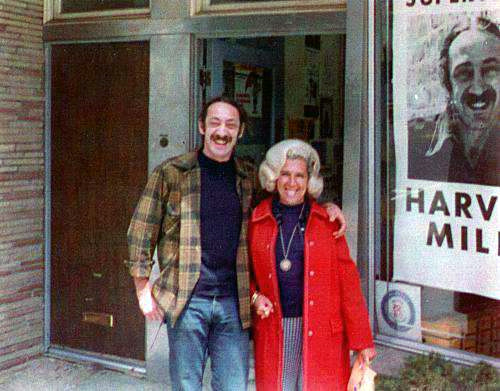
Гарві Мілк, який помітно змінився під впливом контркультури 1960-х, з дружиною свого брата перед входом в магазин «Castro Camera», 1973.
Даян Файнштайн, вперше побачила Мілка в 1973 році, не змогла впізнати його, коли вони зустрілися знову в 1978 році.

Політичний істеблішмент Сан-Франциско прийняв Мілка холодно. Джим Фостер, гей-активіст, на той час уже десять років активно займався політичною діяльністю, з обуренням поставився до новачка, який просив підтримати його висування на таку престижну посаду, як член міської наглядової ради. Фостер сказав Мілку:
|  | Є стара приказка в Демократичній партії: ви не зможете почати танцювати, поки не приберете стільці. Я поки не бачив, щоб ви прибирали стільці. Оригінальний текст (англ.) There's an old saying in the Democratic Party. You do not get to dance unless you put up the chairs. I've never seen you put up the chairs. |

Мілк був розлючений таким поблажливим снобізмом, і ця бесіда послужила початком протистояння між «Alice»  і Гарві Мілком. Деякі власники барів для гомосексуалів, що страждали від поліцейських переслідувань і незадоволені боязкістю «Alice» у відносинах з міською владою, вирішили підтримати Мілка.
Мілк, який до цього моменту не брав активної участі в суспільному житті, усвідомив, що політика — це його призначення. За словами журналістки Френсіс Фіцджеральд, він був «народжений для політики». У перший час позначалася недосвідченість Мілка, він спробував обійтися без грошей, підтримки і власної команди, і замість цього поклався на просування основній своїй ідеї організації такої фінансової політики, при якій інтереси громадян ставилися б вище інтересів великих корпорацій і держави.
Мілк виступав за реформу системи виборів міських спостерігачів, згідно з якою члени міського наглядової ради обиралися б від конкретних районів, що повинно було знизити корумпованість і дозволило б жителям районів міста краще контролювати своїх представників у міській уряді. Він дотримувався ліберальних поглядів, виступаючи проти втручання держави в приватне сексуальне життя і за легалізацію легких наркотиків. Запальні, яскраві промови Мілка і його вміння зачаровувати публіку забезпечили йому значну увагу преси під час виборів 1973 році. Він отримав 16 900 голосів жителів району Кастро і сусідніх ліберальних кварталів і зайняв 10-е місце серед 32 кандидатів. Якби виборча система дозволяла кожному району вибирати свого власного представника, він отримав би перемогу.

### Мер вулиці Кастро
З самого початку своєї політичної кар'єри Мілк продемонстрував здатність до коаліційних дій. Одного разу впливова профспілка водіїв «Teamsters» вирішила організувати бойкот дистриб'юторам пива Coors, які відмовлялися підписувати контракт з їх профспілкою. Організатори бойкоту попросили Мілка провести цю акцію в гей-барах, а натомість Мілк поставив умову, щоб профспілка активніше брала на роботу водіїв-геїв. Кілька днів по тому Мілк переконав власників гей-барів району Кастро і його прилеглих кварталів припинити продаж пива. Бойкот був дуже успішний, за сприяння коаліції арабських і китайських бакалійників «Teamsters» домігся виконання своїх вимог, а Мілк знайшов сильного політичного союзника в особі профспілок. Це був час, коли Мілк став неформальним «Мером вулиці Кастро». З ростом впливу вулиці Кастро ріс і авторитет Мілка. Бродвейський режисер-постановник Том О'Хорган, з яким свого часу працював Мілк, зауважив одного разу:
|  | Харві витратив більшу частину свого життя в пошуках сцени. На вулиці Кастро він, нарешті, знайшов її. Оригінальний текст (англ.) Harvey spent most of his life looking for a stage. On Castro Street he finally found it. |

В 1973 році посилилося напруження між літніми католиками приходу Пресвятого Спасителя і геями-іммігрантами, що жили в районі Кастро. Коли два гея спробували відкрити антикварну крамницю, місцева асоціація торговців EVMA спробувала перешкодити отриманню ними ліцензії. Мілк і кілька інших бізнесменів-геїв заснували власну асоціацію Castro Village Association з Мілком в якості президента. Він часто повторював, що геї повинні купувати в магазинах геїв. В 1974 році, з метою залучити більше клієнтів в свій район, Мілк організував Ярмарок вулиці Кастро (Castro Street Fair), на який з'їхалося понад 5 000 осіб. Деякі з учасників консервативної EVMA були приголомшені — вони отримали такий прибуток під час Ярмарку вулиці Кастро, якого у них ніколи раніше не було. Згодом ярмарок Castro Street Fair  стала щорічною подією в житті Сан-Франциско, яка в наші дні збирає сотні торговців і багато тисяч відвідувачів.

### Серйозний кандидат
Хоча Мілк був ще новачком в районі Кастро, він встиг уже проявити себе лідером цієї невеликої спільноти. Він почав серйозніше ставитися до перспектив свого обрання і в 1975 рік у вирішив знову балотуватися в муніципальний наглядова рада. Мілк переглянув свій підхід до виборчої кампанії, постригся, дав обітницю ніколи більше не курити марихуану і не переступати поріг гей-саун. Виборчу кампанію Мілка тепер підтримували водії, пожежники і профспілки будівельників. Фотомагазин  «Castro Camera»  став активістським центром в окрузі. Часто Мілк просто запрошував людей з вулиці, залучаючи їх в роботу на свою виборчу кампанію, багато хто з них пізніше виявляли, що просто Мілк знаходив їх привабливими.
У своїй кампанії Мілк робив наголос на підтримку малого бізнесу і розвиток району, що йшло врозріз з політикою чинного тоді мера Аліото, який з 1968 року намагався залучати в місто великі корпорації, незважаючи на критику з приводу «Манхеттенізації Сан-Франциско». У міру того, як представники робочих спеціальностей витіснялися офісними працівниками індустрії послуг, політичний вплив Аліото слабшав, що призвело до неминучості зміни міського голови. У січні 1976 рік а новим мером був обраний Джордж Москоне. Роком раніше в законодавчих зборах штату Каліфорнія Москоне сприяв скасування закону, який визначав гомосексуальні контакти як «сексуальні злочини». Він гідно оцінив внесок Мілка в свою перемогу на виборах, відвідавши штаб Мілка в ніч після голосування, особисто подякувавши йому за підтримку і запропонувавши Мілку пост спеціального уповноваженого. Сам Мілк ці вибори знову програв, зайнявши сьоме місце в підсумковому списку кандидатів. Всього лише одна позиція відділяла його від крісла в міському наглядовій раді. Хоча сам Мілк і зазнав невдачі, пости мера, окружного прокурора і шерифа зайняли ліберальні політичні діячі, яких підтримував гей-рух.
Незважаючи на ліберальні зміни на міському політичному Олімпі, в місті залишалося ще чимало консервативних цитаделей. Одною з перших дій Москоне як мера було призначення нового начальника Департаменту поліції Сан-Франциско, який посів кругову оборону. Всупереч побажанням Департаменту, начальником поліції Москоне призначив Чарльза Гейне. Більшість в поліції не любили Гейне за те, що він публічно в пресі говорив про пияцтво і расову нетерпимість в середовищі поліцейських, замість того, щоб дотримуватися корпоративної етики і не виносити сміття з хати. Вступивши на посаду, Гейн ясно дав зрозуміти, що поява геїв-поліцейських тепер буде вітатися в департаменті. Така заява викликала сенсацію і лише посилила невдоволення поліцейського корпусу. Між особовим складом поліції і новим ліберальним керівництвом міста встановилися конфронтаційні відносини.